# Ignacio José de Macedo

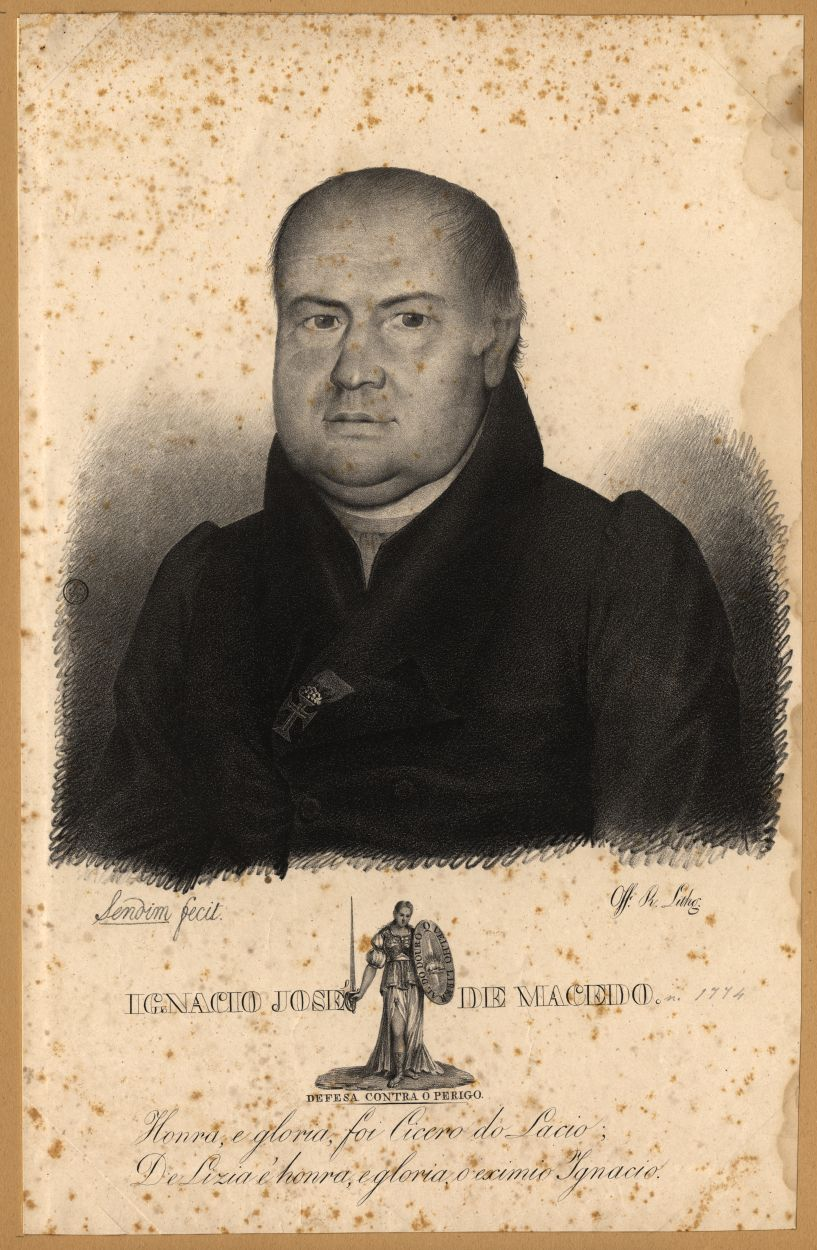
Ignacio José de Macedo

Ignacio José de Macedo (* 1774 in Porto; † 17. Februar 1834 ebenda) war ein portugiesischer katholischer Geistlicher.
Macedo kam im Alter von acht Jahren nach Bahia (Brasilien). Dort schloss er sich den Presbyterianern an und wurde wenig später zum Professor für Philosophie ernannt. Während dieser Zeit redigierte er außerdem die erste Zeitung der Stadt A Idade de ouro. Nach der Proklamation der Unabhängigkeit Brasiliens kehrte er 1823 nach Portugal zurück und wurde dort Schriftleiter des Velho liberal do Douro.